# Dongrés
 (juillet 2018).
Les dongrés sont une famille de pâtes préparées avec un mélange de farine de blé, d'eau et de sel, et roulés en petites boules.

## Origine
Un plat répandu dans la Caraïbe à base de dongrés est le « dongré pois rouges viande salée ». C'est un plat composé de haricots rouges et de viande salée dans lequel on fait cuire les dongrés.
Ces boules sont cuites avec des haricots rouges ou des lentilles, voire dans une sauce ou (plus rarement) une soupe.
Ce terme est utilisé surtout utilisé en Martinique, un peu à Sainte-Lucie (dongwé) et un peu en Guyane (dongués). Il a tendance, comme le terme de dolfines, à se perdre à l'usage au profit de dombrés.